# Imperijalizam
Imperijalizam se odnosi na politiku države koja nastoji proširiti svoj utjecaj na druge zemlje ili narode. 
Imperijalizam tako provodi hegemoniju nad ostalim državama i teritorijama. Ova politika može se provoditi između ostalog populacijskom, nacionalističkom i ekonomskim mjerama politike.

## Primjeri
Kada financijski kapital uzima prevlast u nekoj državi i dosljedno tome i u međunarodnim odnosima, a može označavati politiku koja teži potčinjavanju drugih naroda i država. Svojstven je osobito velikim silama koje su težile novim tržištima i ostvarenju prevlasti u svjetskim razmjerima.
Tada su osnovani protivnički savezi svjetskih velesila, takozvani Trojni savez (Njemačka, Italija, Austro-ugarska) te Antanta (Rusija, Velika Britanija i Francuska). Države trojnog saveza bile su nezadovoljne podjelom kolonija, dok su države Antante bile vrlo zadovoljne tom podjelom. 1875. u Bosni i Hercegovini izbija ustanak. U njega su se uplele Srbija i Crna Gora, ali Srbija je 1876. godine poražena te je u pomoć pozvala vojsku carske Rusije. Ona je sa svojom vojskom ušla u Bugarsku, došla pod Carigrad te natjerala Tursku na nepovoljni mir u Svetom Sjepanu. Tako je Bugarska ponovno ojačala, dobila je Makedoniju, te je imala više utjecaja na Balkanskom poluotoku. Tomu su se suprotstavile velesile, poglavito Engleska i Njemačka te su sazvale Kongres u Berlinu. Na njemu je riješena Istočna kriza, Bugarska je smanjena, Srbija je dobila nezavisnost, a Austro-Ugarska je dobila pravo da zaposjedne BIH što je uskoro i proveo general Filipović. Tako je u Berlinu za "zelenim stolom" poništeno sve ono što je Rusija osvojila ratovanjima a bilo je povremeno riješeno i Istočno pitanje. 
Sredinom 19. stoljeća zagovornici slobodne trgovine su zagovarali teoriju da je otvorenost tržišta značajnija od priključivanja novih područja. Hobson je u svom djelu Imperijalizam tvrdio da su teritorijalna ekspanzija i osvajanje samo logično nastavljanje tendencija i na taj način imperijalizam ne predstavlja razvoj nacionalizma ka internacionalizmu. Objašnjava ekspanzionističku politiku ukazivanjem na tendenciju nedovoljne potrošnje koja je implicitna unutrašnjem razvoju kapitalističkog sistema. 
Marksistička analiza je uzroke imperijalističke ekspanzije nalazila u osnovnim proturječnostima kapitalističkog sistema. Uzroke su vidjeli u padanju profitne stope što se moglo pripisati mijenjanju organskog sastava kapitala.  
Osnovne crte kolonijalističke ekspanzije su bili nejednaki odnosi i dominacija. Činjenica je da su se različiti "nacionalni" imperijalizmi sve otvorenije sukobljavali - što je dovelo do Prvog svjetskog rata. Imperijalistički sukobi su pokazali da su "nacionalni interesi" jači od međunarodne solidarnosti kapitala. Osnovni cilj imperijalizma je bio jačanje ekonomske moći i dominacija.